# Tarn-et-Garonne
Tarn-et-Garonne (82) is een Frans departement. De prefectuur bevindt zich in Montauban, dat tevens de grootste stad van het departement is.

## Geschiedenis

Tarn-et-Garonne tegen de toenmalige departementen waaruit het in 1808 werd samengesteld.

Het departement beslaat het zuiden van de oude Franse provincie Quercy.
Het departement is gecreëerd tijdens het Eerste Franse Keizerrijk, op bevel van Napoleon I, op 4 november 1808, uit gebieden van de naburige departementen Lot, Haute-Garonne, Lot-et-Garonne, Gers en Aveyron. Aanvankelijk bestond het departement uit drie arrondissementen; Moissac verloor later haar rol als onderprefectuur.

## Geografie
Tarn-et-Garonne wordt omringd door de departementen Lot, Aveyron, Tarn, Haute-Garonne, Gers en Lot-et-Garonne. Het departement behoort tot de regio Occitanie.
De Tarn, de Garonne en de Aveyron stromen door het departement. De meanderende rivieren stromen door een riviervlakte die begrensd wordt door lage heuvels.
Tarn-et-Garonne bestaat uit de twee arrondissementen:
- Castelsarrasin
- Montauban

Tarn-et-Garonne heeft 15 kantons:
- Kantons van Tarn-et-Garonne

Tarn-et-Garonne heeft 195 gemeenten:
- Lijst van gemeenten in het departement Tarn-et-Garonne

## Demografie
De inwoners van Tarn-et-Garonne heten Tarn-et-Garonnais.

### Demografische evolutie sinds 1962
| Naam            | Index 1962 | Index 1968 | Index 1975 | Index 1982 | Index 1990 | Index 1999 | Index 2008 | Index 2019 |
| --------------- | ---------- | ---------- | ---------- | ---------- | ---------- | ---------- | ---------- | ---------- |
| Tarn-et-Garonne | 100,0      | 104,4      | 104,2      | 108,3      | 113,9      | 117,2      | 134,2      | 148,3      |
| Frankrijk*      | 100,0      | 107,1      | 113,3      | 117,0      | 121,9      | 126,0      | 133,8      | 140,1      |

| Naam            | Inw./Km² 1962 | Inw./km² 1968 | Inw./km² 1975 | Inw./km² 1982 | Inw./km² 1990 | Inw./km² 1999 | Inw./km² 2008 | Inw./km² 2019 |
| --------------- | ------------- | ------------- | ------------- | ------------- | ------------- | ------------- | ------------- | ------------- |
| Tarn-et-Garonne | 47,3          | 49,4          | 49,3          | 51,2          | 53,9          | 55,4          | 63,5          | 70,1          |
| Frankrijk*      | 84,2          | 90,1          | 95,4          | 98,5          | 102,7         | 106,1         | 112,7         | 119,7         |

Frankrijk* = exclusief overzeese gebieden
Bron: Recensement Populaire INSEE - 1962 tot 1999 population sans doubles comptes, nadien Population Municipale
Op 1 januari 2022 had Tarn-et-Garonne 264.924 inwoners.

### De 10 grootste gemeenten in het departement
| #  | Gemeente           | Aantal inwoners (2022) |
| -- | ------------------ | ---------------------- |
| 1  | Montauban          | 62.487                 |
| 2  | Castelsarrasin     | 14.335                 |
| 3  | Moissac            | 13.652                 |
| 4  | Caussade           | 6.858                  |
| 5  | Montech            | 6.657                  |
| 6  | Nègrepelisse       | 5.839                  |
| 7  | Valence            | 5.287                  |
| 8  | Verdun-sur-Garonne | 4.914                  |
| 9  | Montbeton          | 4.335                  |
| 10 | Grisolles          | 4.206                  |

## Afbeeldingen

Place Nationale, Montauban
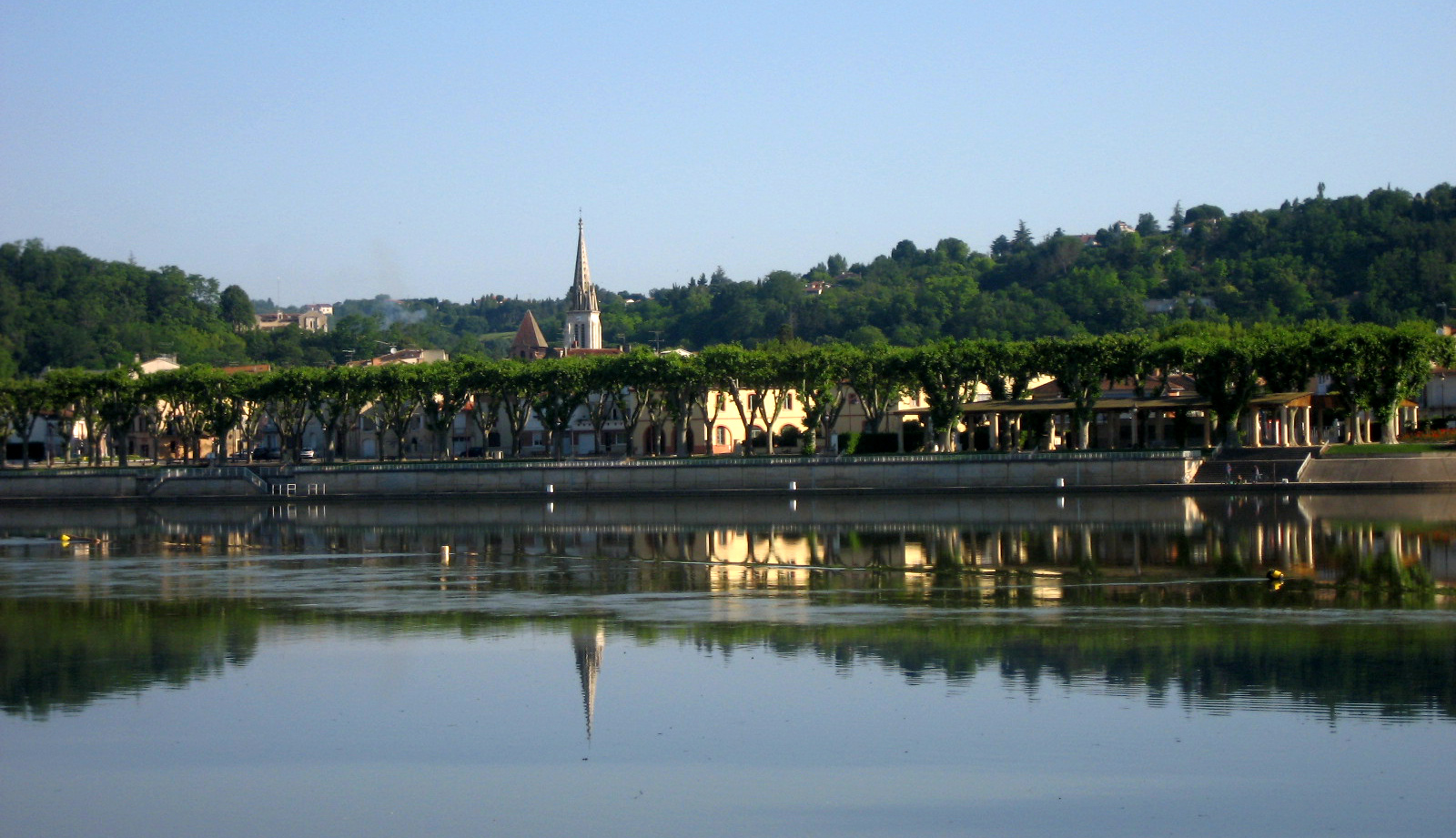
Moissac